# Evagrius Ponticus
Evagrius Ponticus (græsk: Εὐάγριος ὁ Ποντικός, "Evagrius af Pontus"), også kaldet Evagrius Eneboeren (345-399 e.Kr.), var en kristen munk og asket og en af de mest indflydelsesrige teologer i slutningen fjerde århundrede kirke. 
Ponticus blev kendt som en tænker, en god taler og en begavet skribent. Han forlod en lovende karriere i kirkeret, rejste til Konstantinopel og Jerusalem, hvor han i 383 blev en munk ved klostret Rufinus og Melania den Ældre. Han gik derefter til Egypten og brugte de resterende år af sit liv i Nitria og Kellia, præget af mange års askese og skriveri. Han var discipel af flere indflydelsesrige samtidige kirkeledere, herunder Basileios den Store, Gregor fra Nazianz og Makarios af Egypten. Han var lærer for andre, herunder Johannes Cassianus og Palladius.
1. ↑  Navnet er anført på bokmål og stammer fra Wikidata hvor navnet endnu ikke findes på dansk.